# Google Labs
Google Labs är  en avdelning på webbplatsen Google.com där Google visade upp sina olika projekt, vilka antingen var färdigutvecklade eller låg på betastadiet. Google Labs stängdes ner 17 oktober 2011 men återöppnades den 10 maj 2023.